# Vernár
Vernár (allemand : Wernsdorf bei Grenzburg) est un village de Slovaquie situé dans la région de Prešov.

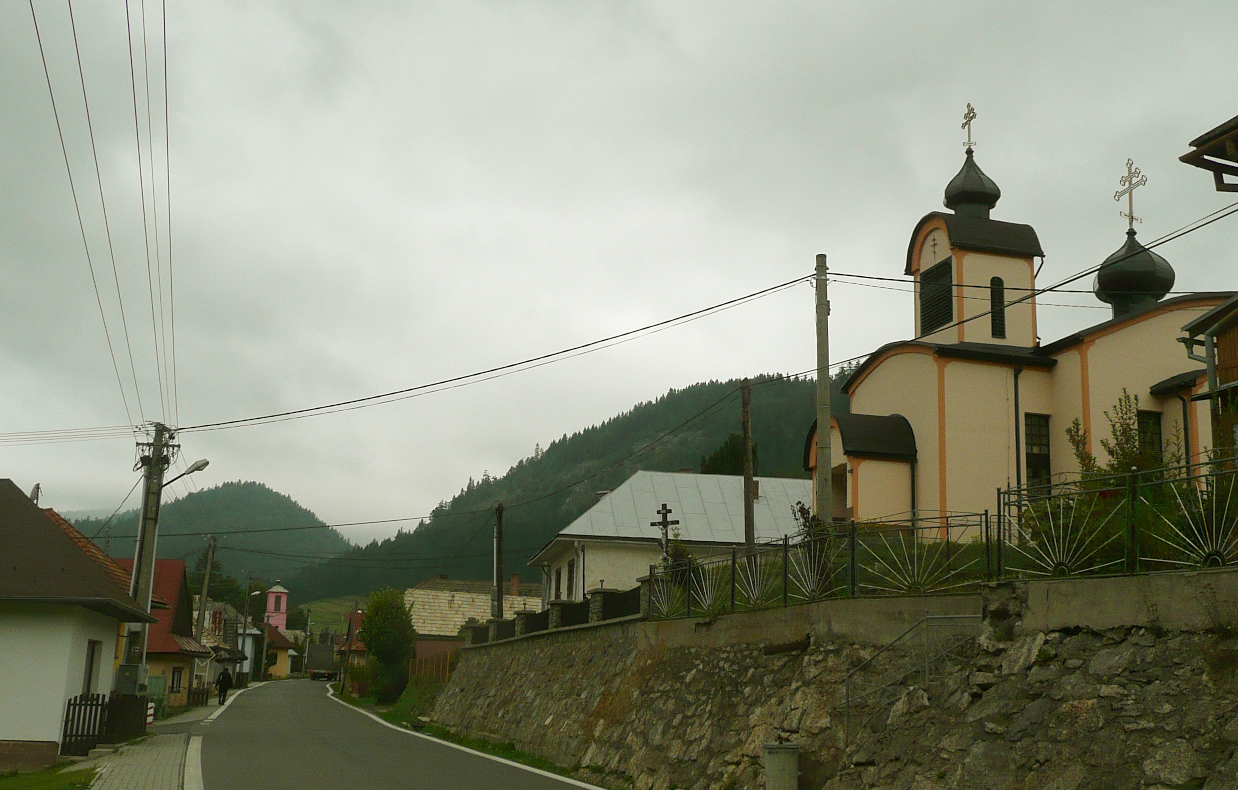
Église orthodoxe

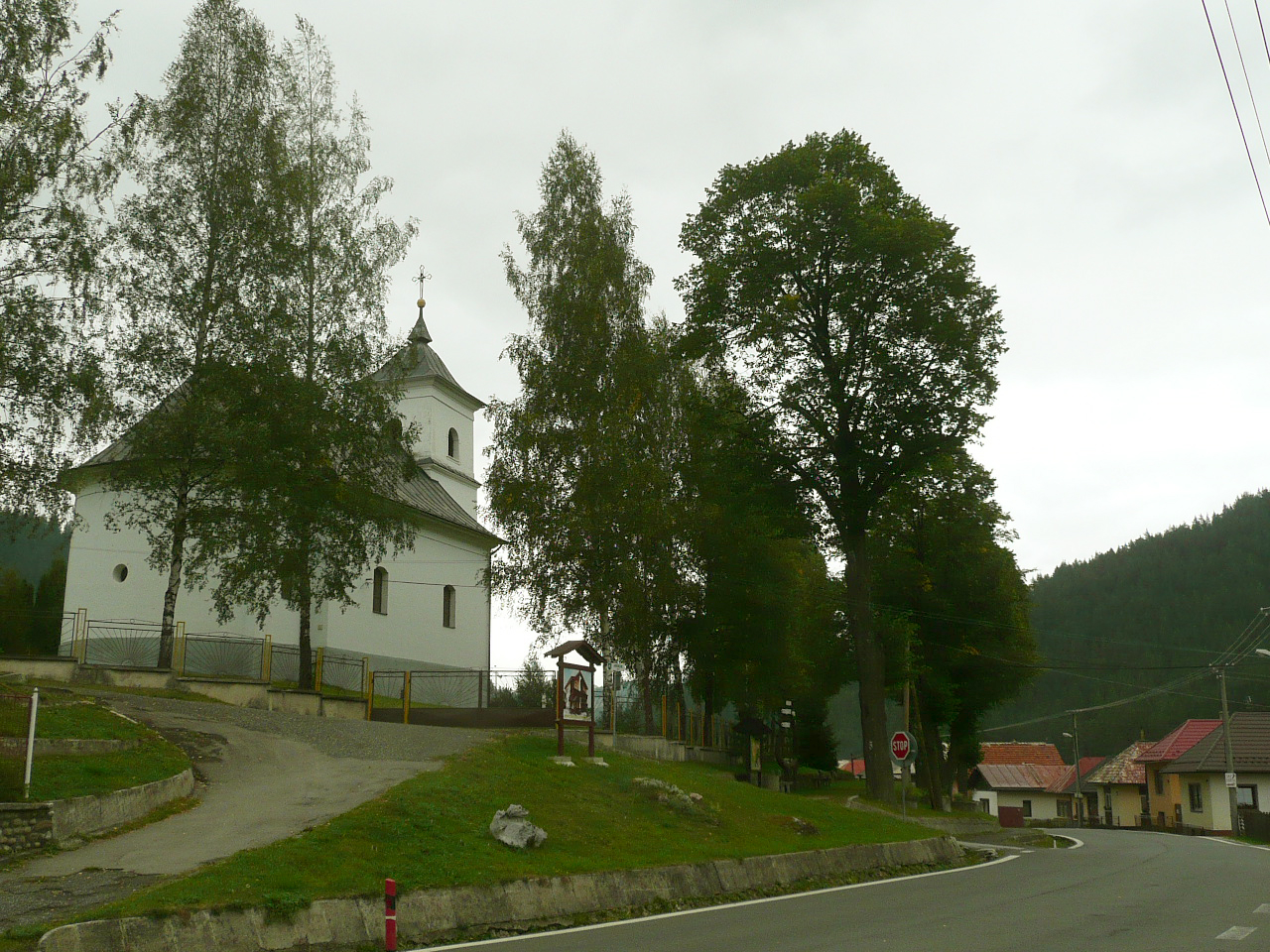
Église catholique

## Histoire
Première mention écrite du village en 1295.

## Démographie

### Évolution de la population
| Année:               | 1994. | 2004.   | 2014.   | 2024.   |
| -------------------- | ----- | ------- | ------- | ------- |
| Nombre de personnes: | 711   | 642     | 585     | 547     |
| Différence:          |       | -9,70 % | -8,87 % | -6,49 % |

| Année:               | 2023. | 2024.   |
| -------------------- | ----- | ------- |
| Nombre de personnes: | 556   | 547     |
| Différence:          |       | -1,61 % |